# ジョシュア・フォーゲル
ジョシュア・A・フォーゲル（英語: Joshua A. Fogel, 1950年 - ）は、アメリカ合衆国の東洋学者、歴史学者、日本・中国関係史研究者。

## 経歴
出生から修学期
1950年、ニューヨーク市ブルックリン区で生まれた。父は犯罪学者で、母は主婦であったが、後に教員となった家庭であった。1968年にバークリー・ハイスクールを卒業し、シカゴ大学に入学。フィリップ・クーンの下で中国史を学び、1972年に卒業。大学院はコロンビア大学に移り、マーティン・ウィルバーとウィリアム・セオドア・ド・バリーの指導を受け、1973年に修士号を取得、1980年に博士号を取得した。大学院生時代に、京都大学に留学して18か月滞在し、竹内実の指導も受けた。
中国史研究者として
ハーバード大学、カリフォルニア大学サンタ・バーバラ校、ヨーク大学、京都大学、関西大学などで教育・研究に従事した。カナダ・リサーチ・チェア(Tier 1)。

## 著作
邦訳出版された著書
- Nakae Ushikichi in China: The Mourning of Spirit Council on East Asian Studies, Harvard University, 1989.[6]

『中江丑吉と中国：ヒューマニストの生と学問』阪谷芳直訳, 岩波書店 1992
- Politics and Sinology: The Case of Naitō Konan (1866-1934) Council on East Asian Studies, Harvard University, 1984.[8]

『内藤湖南：ポリティックスとシノロジー』 井上裕正訳, 平凡社 1989